# Xã West Manchester, Quận York, Pennsylvania
Xã West Manchester (tiếng Anh: West Manchester Township) là một xã thuộc quận York, tiểu bang Pennsylvania, Hoa Kỳ. Năm 2010, dân số của xã này là 18.894 người.